# حسن داعی
حسن داعی (پیشتر داعی الاسلام) (متولد ۱۳۳۵ در تهران) عضو سابق سازمان (مج) فعال سیاسی و تحلیل گر مسایل ایران مقیم آمریکا است. فعالیت اصلی او در زمینه شناسایی لابی‌های دولت جمهوری اسلامی در اروپا و آمریکا بوده‌است. وی به ویژه معتقد که سازمان‌هایی چون نایاک و کوئینسی از جمله این سازمان‌ها هستند
داعی همچنین سردبیر تارنمای «فوروم ایرانیان آمریکا» است.

## زندگی
حسن داعی در یک خانواده سیاسی در تهران متولد شده است. مادر او مهری جنت‌پور از هواداران و فعالان سازمان مجاهدین خلق بود که چندین نفر از فرزندانش عضو این گروه هستند و چندین بار نیز به دلیل سفرهایش به کمپ اشرف توسط جمهوری دستگیر شده بود.
حسن داعی تحصیلکرده دانشگاه پلی تکنیک تهران است. داعی از فعالان دانشجویی پیش و پس از انقلاب اسلامی در این دانشگاه بود.
در آغاز دهه شصت خورشیدی، حسن داعی به فرانسه رفت. در دهه هشتاد و نود میلادی، فعالیت خود در اروپا را روی دفاع از حقوق بشر و گزارش به نماینده ویژه سازمان ملل متمرکز کرده بود. در سال ۲۰۰۱ به آمریکا کوچ کرد و به پژوهش در مورد روابط ایران و آمریکا پرداخت. از سال ۲۰۰۵، مطالعات خود در مورد لابی‌های هوادار جمهوری اسلامی در آمریکا را شروع و نخستین گزارش‌های خود در این زمینه را از سال ۲۰۰۷ منتشر کرد.
داعی الاسلام در سال ۲۰۱۳ پس از اخذ تابعیت آمریکا نام خود را به داعی تغییر داد.

## درگیری با شورای ملی ایرانیان آمریکایی (نایاک)
در سال ۲۰۰۸، شورای ملی ایرانیان آمریکا (نایاک) به ریاست تریتا پارسی که در نوشته‌های داعی به عنوان لابی طرفدار نظام اسلامی ایران معرفی می‌شود، از حسن داعی به دادگاه فدرال ایالات متحده شکایت کرد و وی را به بدنام کردن این شورا و آسیب رساندن به حیثت و کمک‌های مردمی آن متهم نمود. دادگاه درخواست داعی‌الاسلام مبنی بر حکم مردود بودن شکایت را رد کرد اما از نایاک برای تأیید خصمانه بودن تبلیغات داعی‌الاسلام علیه نایاک شواهد قابل تأیید خواست که فراهم شد. سپس داعی‌الاسلام با پرداخت هزینه درخواست حکم، خواستار حکم بازرسی کامپیوترهای نایاک برای یافتن تاریخچه نامه‌ها، پرونده‌ها، جلسات و شواهدی شد که این لابی‌گری را تأیید کنند. نایاک با سرپیچی از دستور دادگاه و عدم همکاری پرونده را چند سال به تعویق انداخت و هزینه‌های بسیاری را برای داعی‌الاسلام به همراه داشت. فوریه ۲۰۱۵ دادگاه اعلام کرد که مدارک کافی برای اثبات دستکاری یا حذف مدارک توسط نایاک وجود ندارد اما به دلیل سرپیچی مکرر نایاک از دستور بازرسی دادگاه و به تعویق انداختن روند پرونده به مدت چند سال که هزینه‌های بسیاری را برای داعی‌الاسلام برای درخواست‌های بازرسی مکرر به همراه داشته‌است نایاک را به پرداخت جریمه موظف کرد. نایاک با استدلال‌ها متعددی اعتراض کرد همچون اینکه نگران بوده‌اند که اسناد این شورا در رسانه‌ها فاش شود اما این استدلال نیز رد شد چون حکم آغازین دادگاه حفاظتی بوده و نایاک می‌توانست به جای سرپیچی از دستور دادگاه از یک شخص سوم معتمد برای بازرسی مدارک برای دادگاه کمک بگیرد.
خبرگزاری مشرق‌نیوز در گزارش که در دی ۱۳۹۳ دربارۀ بنیاد دموکراسی در ایران منتشر کرد، ضمن طرح ادعای دشمنی این بنیاد با شورای ملی ایرانیان آمریکا و تریتا پارسی، مدعی شد که نایاک در جریان شکایت از حسن داعی تلاش کرده تا شواهد لازم را علیه بنیاد دموکراسی در ایران و رئیس آن کنت تیمرمن تهیه کند، اما موفق نشده‌است.

## فعالیت‌ها
حسن داعی به شکل فعال در گردهمایی‌ها و همایش‌های جامعه ایرانی در تبعید و همچنین رسانه‌های پارسی زبان در اروپا و آمریکا به سخنرانی دربارهٔ سازمان‌های لابی جمهوری اسلامی در خارج از ایران و فعالیت‌های سیاسی علیه این حکومت سخنرانی و بحث کرده‌است از جمله برنامه‌هایی در صدای آمریکا (واشینگتن)، رادیو زمانه (آمستردام)، همایش نقش نهادهای ایرانی در خارج از کشور (تورنتو) و …
حسن داعی همچنین خواستار مشارکت ایرانیان آزادی‌خواه در نهادهای موجود در خارج از ایران شده‌است تا مانع فعالیت لابی‌های جمهوری اسلامی در این کشورها شوند. او همچنین با تقبیح روند گفتگوهای به ندرت صورت گرفته بین دول پیشین ایالات متحده و ایران از مبلغان رویکرد تهاجمی و خصمانه از سوی دولت کنونی ایالات متحده علیه جمهوری اسلامی است.